# Herpetogramma basalis
Herpetogramma basalis is een vlinder uit de familie van de grasmotten (Crambidae), uit de onderfamilie van de Spilomelinae. De wetenschappelijke naam van deze soort is voor het eerst gepubliceerd in 1866 door Francis Walker.

## Verspreiding
De soort komt voor in Mali, Liberia, Kenia, Zuid-Afrika, de eilanden Mahé en Silhouette van de Seychellen, Réunion, Sri Lanka, China (Guangxi en Yunnan) en Indonesië (Java en Ambon). Deze soort zou ook voorkomen op de Canarische eilanden Gran Canaria en La Palma, maar er is twijfel over de juistheid hiervan.

## Waardplanten
De rups leeft op Amaranthus spec., Beta vulgaris (Amaranthaceae) en Lantana camara (Verbenaceae).